# Lista över medeltida stenkyrkor i Finland
Det här är en lista över stenkyrkor, som började byggas i Finland under medeltiden. För kyrkobyggandet infaller Finlands medeltid från ca. 1200 till ungefär 1560. Den kan indelas i tidig medeltid ca. 1200–1300, högmedeltid ca. 1300–1400 och sen medeltid ca. 1400–1560. De medeltida stenkyrkorna är i huvudsak gråstenskyrkor. Antalet fullständiga eller påbörjade byggprojekt uppskattas till 104,. Också de kyrkor som inte blev klara eller senare har rivits finns med i listan. Landskapsindelningen görs enligt de historiska landskapen i Finland. Därför beaktas också kyrkorna i de delar av Karelen, som avträddes till Sovjet efter det andra världskriget.

## Tidsbestämning av stenkyrkorna
Vanligen måste byggnadstiden uppskattas på ett ungefär, men med nya mätmetoder har några kyrkor kunnat beläggas ganska exakt. Uppgifterna grundar sig främst på arkeologen och medeltidsforskaren Markus Hiekkanens datering. Från mitten av 1990-talet har han hävdat att Finlands stenkyrkor är betydligt yngre än man tidigare trott.  Tiden anger de tidigaste byggnadsskedena. Stenkyrkorna kan ha föregåtts av en eller flera träkyrkor. Hiekkanen har sammanställt en ny och heltäckande typologi som grundar sig på tidsbestämning via årsringarna.
Hiekkanens forskning har ifrågasatts av bl.a. Åsa Ringbom som använt den nyare kalkbruksmetoden i projektet Ålands kyrkor. Där några kyrkor daterats betydligt tidigare än Hiekkanen har gjort. De finns upptagna i listan. Analysen av kalkbruk utvecklas ännu och den kan därför inte vara vetenskapligt tillförlitlig.

## Förklaringar
S = Sakristia
L = Långhuset
V = Vapenhus
T = Torn
B = i huvudsak bevarad i medeltida skick

Db = delvis i medeltida form – ombyggd eller delvis riven

ri = riven så att inga lämningar finns på marknivå

r = ruin

– = byggdes inte av sten på medeltiden

? = osäker uppgift

## Stenkyrkorna i de historiska landskapen

### Egentliga Finland
| Kyrka                                    |  | Byggd                                                 | Skyddshelgon | S   | L  | V  | T | Anmärkningar                                                                                     | Källa  |
| ---------------------------------------- |  | ----------------------------------------------------- | --- | --- | -- | -- | - | ------------------------------------------------------------------------------------------------ | ------ |
| Bjärnå, S:t Lars                         |  | 1460–1480                                             | S:t Laurentius | B   | B  | B  | – |                                                                                                  | [ 6 ]  |
| Halikko, S:ta Birgitta, Halikko, Salo    |  | 1460–1475                                             | Den heliga Birgitta? | Db  | Db | ri | – | Kyrkan är totalt ombyggd invändigt då den förstorades till korskyrka 1813–15.                    | [ 8 ]  |
| Åbo, S:ta Katarina kyrka,                |  | 1440–1450-talet                                       | Katarina av Alexandria | B   | B  | B  | – |                                                                                                  | [ 9 ]  |
| Nystad, Kalands kyrka                    |  | 1430–1450                                             | Jungfru Maria S:t Johannes Döparen, S:t Olof                                                                              | K   | B  | B  | B |                                                                                                  | [ 10 ] |
| Kimito kyrkby, Kimito, S:t Andreas kyrka |  | 1460-talet                                            | Jungfru Maria, S:t Johannes Döparen S:t Andreas                                                                           | B   | B  | Db | – |                                                                                                  | [ 11 ] |
| SaloKisko sakristia                      |  | 1510–1530                                             | okänd | Db  | –  | –  | – | Av den planerade kyrkan förverkligades bara sakristian                                           | [ 12 ] |
| Pargas, Korpo, S:t Mikaels kyrka         |  | 1430–1440-talet                                       | Den helige ärkeängeln Mikael                                                                                              | B   | B  | B  | B |                                                                                                  | [ 13 ] |
| Masko, Lemo kyrka,                       |  | 1460–1480                                             | S:t Olof | B   | B  | B  | – |                                                                                                  | [ 14 ] |
| Letala, Letala kyrka                     |  | 1460–1483                                             | Den helige ärkeängeln Mikael                                                                                              | B   | B  | B  | B |                                                                                                  | [ 15 ] |
| Lundo, Lundo, S:t Petrus kyrka           |  | 1470–1480-talet                                       | S:t Petrus | B   | B  | B  | – |                                                                                                  | [ 16 ] |
| Åbo, Åbo, S:ta Marie kyrka               |  | 1440-talet                                            | Jungfru Maria S:t Johannes Döparen S:t Dionysius                                                                          | B   | B  | B  | B |                                                                                                  | [ 17 ] |
| S:t Mårtens, S:t Mårtens, sakristia      |  | 1500–1540                                             | S:t Martin | ri  | –  | –  | – | Ruinerna av stensakristian hittades 1937.                                                        | [ 18 ] |
| Masko, S:t Johannes Döparen              |  | 1490–1510                                             | S:t Johannes Döparen | B   | B  | B  | – |                                                                                                  | [ 19 ] |
| Pargas, Nagu kyrka                       |  | 1430–1450                                             | S:t Olof? | B   | B  | B  | – |                                                                                                  | [ 20 ] |
| Nousis, Nousis, S:t Henriks kyrka        |  | 1420–1430-talet                                       | Jungfru Maria S:t Johannes Döparen S:t Henrik                                                                             | B   | B  | B  | – |                                                                                                  | [ 21 ] |
| Nådendal,                                |  | 1480-talet                                            | Den allra Heligaste Frälsaren(?), Jungfru Maria, S:t Johannes Döparen, S:ta Anna S:t Johannes Döparen Den heliga Birgitta | K,r | B  | –  | – |                                                                                                  | [ 22 ] |
| Pargas, Pargas kyrka                     |  | 1440- eller 1450-talet                                | okänd | B   | B  | B  | – |                                                                                                  | [ 23 ] |
| S:t Bertils, S:t Bertils kyrka           |  | 1500–1520                                             | S:t Bartolomeus | Db  | B  | –  | – |                                                                                                  | [ 24 ] |
| Pikis, Pikis stensakristia               |  | 1500–1560                                             | okänd | ri  | –  | –  | – | Av planerna förverkligades bara sakristian. Den revs senare. Platsen är okänd.                   | [ 25 ] |
| Pöytis, Pöytis sakristia                 |  | 1500–1560                                             | Den helige ärkeängeln Mikael?                                                                                             | ri  | –  | –  | – | Stensakristian revs kanske år 1805. Platsen är okänd.                                            | [ 26 ] |
| Reso, S:t Mårtens kyrka                  |  | 1500–1520                                             | S:t Mårten | B   | B  | B  | B |                                                                                                  | [ 27 ] |
| Rimito, S:t Jakob                        |  | 1510-talet                                            | S:t Jakob den äldre | B   | B  | B  | – |                                                                                                  | [ 28 ] |
| Rusko, S:ta Maria Magdalena              |  | 1510–1530                                             | S:ta Maria Magdalena | B   | B  | –  | – |                                                                                                  | [ 29 ] |
| Sagu, S:t Clemens                        |  | 1460–1472                                             | S:t Clemens | B   | B  | B  |   |                                                                                                  | [ 30 ] |
| Salo, St:a Annas kapell                  |  | 1500–1520                                             | S:ta Anna | ri  | ri | ri |   | Den förfallna kyrkan revs 1830–1832 . Stenarna användes för att bygga Salo-Uskela kyrka år 1832. | [ 31 ] |
| Tövsala, Heliga korsets kyrka            |  | 1425–1440                                             | Heliga korset | B   | B  | B  | – |                                                                                                  | [ 32 ] |
| Vemo, S:ta Margareta                     |  | 1425–1440                                             | S:ta Margareta | B   | B  | B  | B |                                                                                                  | [ 33 ] |
| Virmo, S:t Lars                          |  | 1425–1440                                             | S:t Laurentius och S:t Erik                                                                                               | B   | B  | B  | B |                                                                                                  | [ 34 ] |
| Åbo, Åbo dominikankyrka                  |  | 1430-talet                                            | S:t Olof | ?   | ri | ?  | ? | Säkra arkeologiska lämningar av kyrkan har inte hittats.                                         | [ 35 ] |
| Åbo, Åbo domkyrka                        |  | 1400–1410-talet                                       | Jungfru Maria S:t Johannes Döparen S:t Henrik                                                                             | B   | B  | Db | B | De äldsta delarna av tegelkyrkan har byggts i gråsten på 1400-talet. Ombyggd många gånger.       | [ 36 ] |
| Åbo, Korois biskopskyrka                 |  | 1266–1286 eller 1400-talets slut – 1500-talets början | Jungfru Maria | –   | ri | –  | – | Av den planerade kyrkan har tre fundament för väggarna hittats.                                  | [ 37 ] |

### Karelen
| Kyrka                                                         |  | Byggd     | Skyddshelgon                  | S  | L  | V  | T  | Anmärkningar | Källa  |
| ------------------------------------------------------------- |  | --------- | ----------------------------- | -- | -- | -- | -- | --- | ------ |
| Fredrikshamn, S:ta Maria kyrka (Veckelax kyrka, Fredrikshamn) |  | 1430–1470 | Jungfru Maria?                | Db | Db | ri | –  | Kyrka ombyggd i nyklassisisk stil 1821 efter en brand. Bara några få detaljer skvallrar om dess medeltida ursprung. | [ 38 ] |
| S:ta Birgitta kyrka, Kaukjärvi                                |  | ?         | S:ta Birgitta                 |    | ri | ri | ri | |        |
| Vederlax, Vederlax sakristia                                  |  | 1500–1530 | okänd                         | B  | –  | –  | –  | Av planerna förverkligades bara sakristian p.g.a. ekonomiska orsaker                                                | [ 39 ] |
| Viborg, Viborgs dominikankyrka                                |  | 1480–1490 | Jungfru Maria och alla änglar | ?  | r  | ?  | –  | ruin | [ 40 ] |
| Viborg, Viborgs franciskankyrka                               |  | 1495–1520 | okänd                         | ?  | ri | ?  | –  | Inga spår på marknivå                                                                                               | [ 41 ] |
| Viborg, Viborgs stadskyrka                                    |  | 1435–1445 | Jungfru Maria och S:t Olof    | ri | r  | ri | –  | P.g.a. ändringar, rivningar och ombyggnad känns den medeltida formen inte igen                                      | [ 42 ] |

### Nyland
| Kyrka                            |  | Byggd      | Skyddshelgon                                           | S  | L  | V  | T | Anmärkningar                                                  | Källa  |
| -------------------------------- |  | ---------- | ------------------------------------------------------ | -- | -- | -- | - | ------------------------------------------------------------- | ------ |
| Borgå, Borgå domkyrka            |  | 1414–1450  | Jungfru Maria? S:t Johannes Döparen/eller S:t Enevald? | B  | B  | B  | – |                                                               | [ 43 ] |
| Esbo, Esbo domkyrka              |  | 1485–1490  | okänd                                                  | ri | Db | ri | – | Kyrkan utvidgades till korskyrka 1821–23.                     | [ 44 ] |
| Vanda, Helsinge kyrka S:t Lars   |  | 1450-talet | S:t Laurentius                                         | ri | B  | B  | – |                                                               | [ 45 ] |
| Ingå, Ingå kyrka                 |  | 1430–1520  | S:t Nikolaus                                           | B  | B  | ri | – | Långhuset byggdes i tre skeden.                               | [ 46 ] |
| Raseborg, Karis kyrka            |  | 1465–1470  | S:t Katarina                                           | B  | B  | B  | – |                                                               | [ 47 ] |
| Kyrkslätt, S:t Mikaels kyrka     |  | 1400–1490  | ärkeängeln Mikael?                                     | ri | Db | ?  | – | Rester av långhuset i tegel finns i kyrkans östligaste delar. | [ 48 ] |
| Lojo, S:t Lars                   |  | 1470–1490  | S:t Laurentius                                         | B  | B  | B  | – |                                                               | [ 49 ] |
| Pernå, S:t Mikaels kyrka         |  | 1410–1442  | ärkeängeln Mikael S:t Johannes Döparen S:t Erik        | B  | B  | B  | – |                                                               | [ 50 ] |
| Pojo, S:ta Marie                 |  | 1475–1480  | Jungfru Maria                                          | Db | B  | ri | – |                                                               | [ 51 ] |
| Pyttis, S:t Henrik               |  | 1462       | S:t Henrik                                             | B  | B  | Db | – |                                                               | [ 52 ] |
| Sibbo, S:t Sigfrid               |  | 1450–1454  | S:t Sigfrid                                            | B  | B  | B  | – |                                                               | [ 53 ] |
| Sjundeå, S:t Petrus              |  | 1460–1489  | S:t Petrus                                             | ri | B  | ri |   |                                                               | [ 54 ] |
| Raseborg, Tenala kyrka           |  | 1460–1480  | okänd                                                  | B  | B  | Db | – |                                                               | [ 55 ] |
| Vichtis, St:a Birgitta kyrkoruin |  | 1500–1520  | S:t Bartolomeus? ?                                     | r  | r  | –  | – | ruin                                                          | [ 56 ] |

### Satakunda
| Kyrka                                               |  | Byggd                     | Skyddshelgon                                                  | S  | L  | V  | T | Anmärkningar | Källa  |
| --------------------------------------------------- |  | ------------------------- | ------------------------------------------------------------- | -- | -- | -- | - | --- | ------ |
| Kjulo stensakristia                                 |  | 1500-talets början        | S:t Henrik?                                                   | ri | –  | –  | – | Av planerna på en stenkyrka förverkligades bara sakristian. Resterna kan finnas litet norr om den nuvarande träkyrkan som byggdes 1752. | [ 57 ] |
| Kumo S:ta Maria kyrkas stensakristia,               |  | 1500–1540 eller 1540–1560 | Jungfru Maria                                                 | B  | –  | –  | – | Av planerna på en stenkyrka förverkligades bara sakristian                                                                              | [ 58 ] |
| Vittis kyrka                                        |  | 1500                      | Katarina av Alexandria                                        | ri | Db | –  | – | Kyrka förstorades till korskyrka 1793 S:t Johannes Döparen 1860. Bara långhusets östra del har bevarats från medeltiden.                | [ 59 ] |
| Lembois kyrka, Den Heliga Birgittas kyrka           |  | 1502–1505                 | S:ta Maria Magdalena S:t Johannes Döparen Den heliga Birgitta | Db | Db | ?  | – | Ombyggd till korskyrka 1806 och 1835–1838                                                                                               | [ 60 ] |
| Loimaa sakristia                                    |  | 1500–1560                 | okänd                                                         | ri | –  | –  | – | Av planerna förverkligades bara sakristian. Den revs 1751 när den nya kyrkan byggdes. Platsen har fallit i glömska.                     | [ 61 ] |
| Messuby, S:t Mikael i Messuby (Tammerfors)          |  | 1510–1530                 | Den helige ärkeängeln Mikael                                  | B  | Db | Db | – | <<det medeltida arbetet blev på hälft t.ex. murades inte gavlarna klart.                                                                | [ 62 ] |
| Nokia gårds kapell                                  |  | 1505–1529                 | okänd                                                         | –  | ri | –  | – | Ruin | [ 63 ] |
| Raumo Heliga korsets kyrka, Raumo                   |  | 1515–1520                 | Heliga korset                                                 | B  | B  | –  | – | | [ 64 ] |
| Raumo Den heliga trefaldighetens kyrka, Raumo, ruin |  | 1495–1505                 | okänd                                                         | r  | r  | –  | – | ruin | [ 65 ] |
| Sastamala Sastamala, S:ta Maria kyrka               |  | 1497–1505                 | Jungfru Maria                                                 | B  | B  | –  | – | | [ 66 ] |
| Tyrvis, S:t Olof, Tyrvis, (Sastamala)               |  | 1506–1516                 | S:t Olof                                                      | B  | B  | B  | – | Inredningen från 1600-1700 förstördes 1997 i en anlagd brand. Återuppbyggd.                                                             | [ 67 ] |
| Ulvsby S:t Olofs kyrka                              |  | 1495–1510                 | S:t Olof                                                      | B  | B  | B  | – | | [ 68 ] |
| Vesilax sakristia                                   |  | 1485–1500                 | S:t Petrus S:t Johannes Döparen S:t Paulus                    | Db | ri | –  | – | Av planerna förverkligades sakristian och delvis långhuset, som revs 1839 för att få stenar till kyrkogårdens mur.                      | [ 69 ] |

### Savolax
| Kyrka                                         |  | Byggd     | Skyddshelgon                 | S  | L | V | T | Anmärkningar | Källa  |
| --------------------------------------------- |  | --------- | ---------------------------- | -- | - | - | - | --- | ------ |
| Savilax, S:t Mikael (stensakristian), Savilax |  | 1520–1560 | Den helige ärkeängeln Mikael | Db | – | – | – | Av planerna förverkligades sakristian. Den låg i ruiner i slutet av 1800-talet. Den nygotiska formen fick den 1900–1901. | [ 70 ] |

### Tavastland
| Kyrka                                               |  | Byggd              | Skyddshelgon                      | S  | L  | V  | T | Anmärkningar | Källa  |
| --------------------------------------------------- |  | ------------------ | --------------------------------- | -- | -- | -- | - | --- | ------ |
| Ackas, Ackas sakristia                              |  | c. 1510            | okänd                             | B  | –  | –  | – | Av planerna på en stenkyrka förverkligades bara sakristian                                                         | [ 71 ] |
| Hattula, Heliga korsets kyrka                       |  | 1472–1490          | Heliga korset                     | B  | B  | Db | – | Kyrkan är tillsammans med Åbo domkyrka de enda medeltida kyrkor av tegel.                                          | [ 72 ] |
| Hauho, Hauho, S:t Johannes, Hauho                   |  | 1500–1520          | okänd                             | ri | B  | B  | – | | [ 73 ] |
| Hollola, Hollola kyrka                              |  | 1495–1510          | Jungfru Maria                     | B  | B  | B  | – | | [ 74 ] |
| Hämeenkoski eller på svenska också Koskis, S:t Lars |  | 1510–1560          | S:t Laurentius                    | ?  | r  | –  | ? | Koskis, nu Hämeenkoskis kyrka ligger i ruiner sedan 1650-talet.                                                    | [ 75 ] |
| Janakkala, S:t Lars                                 |  | 1510–1520          | S:t Laurentius                    | ri | Db | ri | – | utvidgad till korskyrka                                                                                            | [ 76 ] |
| Kalvola, Kalvola sakristia                          |  | 1495–1505          | S:t Olof                          | B  | –  | –  | – | Av planerna på en stenkyrka förverkligades bara sakristian                                                         | [ 77 ] |
| Lammis, Lammis, S:t Katarina                        |  | 1510-talet         | Katarina av Alexandria?           | B  | B  | B  | – | | [ 78 ] |
| Padasjoki, Padasjoki sakristia                      |  | 1520–1560          | Den heliga Birgitta?              | ri | –  | –  | – | Av planerna på en stenkyrka förverkligades bara sakristian, som revs1668–1670 för att ge plats för den nya kyrkan. | [ 79 ] |
| Pälkäne, Pälkäne, S:t Mikaels kyrka                 |  | 1495–1505          | Jungfru Maria? ärkeängeln Mikael? | r  | r  | r  | – | | [ 80 ] |
| Renko, S:t Jakob                                    |  | 1510–1550 (1560)   | S:t Jakob den äldre               | ri | ri | ri | – | åttakantig kyrka                                                                                                   | [ 81 ] |
| Somero sakristia                                    |  | 1490-talets slut   | Den helige ärkeängeln Mikael?     | B  | –  | –  | – | I brist på medel byggdes bara sakristian                                                                           | [ 82 ] |
| Sysmä, S:t Olov, Sysmä                              |  | 1510–1520          | S:t Olof                          | ri | Db | ri | – | Kyrka förstorades till korskyrka 1833–34.                                                                          | [ 83 ] |
| Sääksmäki kyrka (Valkeakoski)                       |  | 1495–1500          | okänd                             | ri | Db | ri | – | Av det medeltida återstår bara öst-västliga gaveln och anslutande sidoväggar                                       | [ 84 ] |
| Tammela kyrka                                       |  | 1530–1550          | Den helige ärkeängeln Mikael      | ri | Db | –  | – | | [ 85 ] |
| Tuulos kyrka                                        |  | 1510–1540          | Den heliga Birgitta?              | B  | B  | –  | – | | [ 86 ] |
| Tyrväntö sakristia                                  |  | 1500-talets början | okänd                             | Db | –  | –  | – | Av planerna på en stenkyrka förverkligades bara sakristian                                                         | [ 87 ] |
| Urdiala sakristia                                   |  | 1520–1540          | okänd                             | B  | –  | –  | – | Intresset avtog när sakristian blivit klar                                                                         | [ 88 ] |
| Vånå kyrka                                          |  | 1495–1510          | okänd                             | Db | B  | B  | – | | [ 89 ] |

|-

### Åland
| Kyrka                        |                   | Byggd                             | Skyddshelgon                     | S  | L  | V  | T  | Anmärkningar | Källa   |
| ---------------------------- | ----------------- | --------------------------------- | -------------------------------- | -- | -- | -- | -- | --- | ------- |
| Eckerö, S:t Lars kyrka       | Eckerön kirkko    | 1380–1420> 1270–1290              | S:t Laurentius                   | ri | B  | B  | B  | Det har varit svårt att tidsbestämma kyrkan. I projektet Ålands Kyrkor har åldersbestämningen av kalkbruksfogarna pekat 1200-talets slut. Hiekkanen bedömer att kyrkan är yngre på basen av prover från stockar i bl.a. långhuset.                            | [ 90 ]  |
| Finström, S:t Mikaels kyrka  | Finströmin kyrka  | 1440–1470                         | S:t Mikael                       | B  | B  | B  | B  | Dendrokronologiskt har kyrkan daterats till mitten av 1400-talet. Men enligt projektet Ålands kyrkor är det möjligt att kyrkan byggdes som en lägre byggnad utan valv mycket tidigare. Kyrkan betraktas idag som Finlands bäst bevarade medeltidsbyggnad.     | [ 94 ]  |
| Föglö, Föglö kyrka           | Föglön kyrka      | 1500–1520 1300-talets början?     | S:ta Maria Magdalena?            | ri | Db | ri | B  | Från medeltiden har tornet och västra delen av långhuset bevarats. Förstorades till korskyrka 1859–60 | [ 97 ]  |
| Geta kyrka, S:t Görans kyrka | Geta kyrka        | 1510–1540                         | S:t Göran?                       | ?  | B  | –  | –  | | [ 98 ]  |
| Hammarland, S:ta Katarina    | Hammarlands kyrka | 1300-talet 1200-talets senare del | Katarina av Alexandria           | B  | B  | B  | K  | Tidsbestämningen av den äldsta delen, långhuset, har försvårats av brist på samtida lämningar. Hiekkanen talar runt om 1300-talet, och enligt projektet Ålands Kyrkor är det äldsta kalkbruket från 1200-talets senare del.                                   | [ 99 ]  |
| Jomala, S:t Olofs kyrka      | Jomala kyrka      | 1275–1285                         | S:t Olof                         | ri | Db | ri | Db | Kyrka är enligt Markus Hiekkanen den äldsta murade stenbyggnaden i Finland. I projektet Ålands Kyrkor visar den dendrokronlogiska undersökningen att tornet murats omkring 1280. Tornet är sammanmurat med on långhuset och bedöningen gäller då hela kyrkan. |         |
| Kumlinge, S:ta Anna kyrka    | Kumlinge kyrka    | 1500–1510 1450–1500               | S:ta Anna                        | ri | B  | B  | B  | | [ 102 ] |
| Kökar, S:ta Anna kyrka       | Kökars kyrka      | 1500–1520 1300-                   | S:ta Anna                        | r  | ri | –  | r  | Åldersbestämningen för den medeltida och nästan helt rivna kyrkan är bred. 1784 byggdes en ny kyrka i sten på platsen av den gamla. Mot den östra korväggen finns grunden av den gamla kyrkan kvar, inklusive en del av sakristian samt altaret.              | [ 104 ] |
| Lemböte kapell               | Lemböte kapelli   | 1500–1530                         | S:t Olof                         | –  | r  | –  | –  | Ruinen restaurerades på 1890-talet och fick tak på 1970-talet. | [ 106 ] |
| Lemland, S:ta Birgitta kyrka | Lemlands kyrka    | 1290–1310                         | Okänd och Den heliga Birgitta(?) | B  | B  | B  | B  | | [ 107 ] |
| Saltvik, S:ta Maria kyrka    | Saltviks kyrka    | 1350–1370-talet 1280–1300         | Jungfru Maria                    | B  | B  | B  | B  | Takstolarna i långhuset är enligt de dendrokronologiska undersökningarna från 1370-talet. Analyserna av kalkbruket ger ett tidigare datum. | [ 108 ] |
| Sund, Sunds kyrka            | Sunds kyrka       | 1200-talets slut – 1310 1250–1275 | S:t Johannes Döparen             | B  | B  | B  | B  | Projektet Ålands kyrkor daterar långhuset till 1250-1275. Hiekkinen har kritiserat dateringen för att den baserar sig på analys av kalkbruk på lös inredning.                                                                                                 | [ 110 ] |
| Vårdö, Vårdö kyrka           | Vårdön kyrka      | 1520–1550 1470–1550               | aposteln Mattias                 | ?  | Db | –  | –  | | [ 114 ] |

### Österbotten
| Kyrka                                                        |  | Byggd                | Skyddshelgon                                       | S  | L  | V  | T  | Anmärkningar                                                                                             | Källa   |
| ------------------------------------------------------------ |  | -------------------- | -------------------------------------------------- | -- | -- | -- | -- | --- | ------- |
| Karleby, Karleby kyrka eller Karleby sockenkyrka             |  | 1500–1530            | Den helige ärkeängeln Mikael? Katarina den heliga? | ri | Db | ri | –  | Kyrkan förstorades till korskyrka 1788–89.                                                               | [ 115 ] |
| Keminmaa, S:t Mikaels kyrka eller gamla kyrkan               |  | 1520–1553            | Den helige ärkeängeln Mikael                       | B  | B  | –  | –  | Finlands nordligaste kyrka i medeltida stil.                                                             | [ 116 ] |
| Vasa, (Korsholm), S:ta Maria kyrkoruin (Gamla Vasa)          |  | 1500–1520            | Jungfru Maria                                      | ri | r  | ri | r  | | [ 117 ] |
| Nedertorneå, Nedertorneå kyrka                               |  | 1500–1513            | S:t Johannes Döparen                               | Db | Db | ri | –  | De medeltida murarna ingår delvis i den nya kyrkan byggd 1794–1797                                       | [ 118 ] |
| Närpes Närpes kyrka                                          |  | 1550–1555            | Heliga Korset, Jungfru Maria och S:t Olof          | ?  | Db | ?  | –  | | [ 119 ] |
| Pedersöre, Pedersöre kyrka                                   |  | 1400-talet 1510–1520 | S:t Petrus?                                        | Db | Db | ri | Db | Kyrkan förstorades till korskyrka 1787–95. Taket på den 65 m höga tornspiran förstördes i en brand 1985. | [ 122 ] |
| Storkyro, S:t Lars kyrka också känd som Storkyro gamla kyrka |  | 1513–1533            | S:t Laurentius?                                    | B  | B  | B  | –  | Tidsbestämningen ganska exakt                                                                            | [ 123 ] |
| Vörå, Vörå sakristias ruiner                                 |  | 1519–1522            | S:ta Margareta? S:t Jakob?                         | ri | –  | –  | –  | Ruinen av den medeltida sakristian finns nu under träkyrkans norra korsarm                               | [ 124 ] |